# Casa al carrer Major del Talladell, 26
Casa al carrer Major del Talladell, 26 és una obra al municipi de Tàrrega (Urgell) protegida com a Bé Cultural d'Interès Local.

## Descripció
Edifici situat a la cantonada entre el carrer de Sant Pere i el carrer Major. De planta rectangular, aquest immoble presenta planta baixa, dos pisos i golfes i una coberta a un sol aiguavés amb carener paral·lel a la façana principal. Aquesta està configurada a partir de tres eixos de composició vertical. La porta d'accés, situada al centre de la planta baixa, està adovellada i presenta una llinda ampla. A la seva dreta hi ha una petita finestra rectangular amb un emmarcament de pedra i, a l'extrem oposat, una petita obertura. Al primer pis, les tres obertures d'arc a nivell s'obren a balcons individuals de ferro forjat sense cap mena d'ornamentació, dos dels quals presenten voladís. Al segon pis se situen, de manera simètrica, tres obertures més amb balcons individuals en voladís i d'estil senzill, un dels quals compta amb mènsules que ajuden a suportar el seu pes. El nivell de les golfes destaca per la seva porxada, amb grans obertures rectangulars formades per pilars de secció quadrada.
El parament de l'immoble és fet a base de carreus irregulars.